# Border Song
Border Song è una canzone scritta ed interpretata dall'artista britannico Elton John. Il testo è di Bernie Taupin. 
Proveniente dall'album omonimo dell'artista del 1970, fu pubblicata come singolo nell'aprile dell'anno stesso (con Bad Side of the Moon come B - side).
Fu il suo primo singolo a raggiungere la classifica statunitense, posizionandosi al 92º posto nella Hot 100. Recentemente, Elton l'ha eseguita in occasione del 90º compleanno di Nelson Mandela.

## Il testo e la melodia
La melodia sembrerebbe essere uno spiritual, è ben udibile il coro che accompagna il pianoforte di Elton anche durante le parti strumentali del brano.
Il testo sembrerebbe alludere al fantasma del razzismo, e presenta toni cupi. In particolare, l'ultima strofa, scritta da Elton stesso ("Holy Moses, let us live in peace, let us strive to find a way to make all hatred cease, there's a man over there. What's his colour I don't care, he's my brother let us live in peace") sembra scagliarsi contro l'intolleranza.

## Cover
Della canzone esistono alcune cover, tra le più note ricordiamo quella di Aretha Franklin (1970) che raggiunse la Top 40 statunitense.
In Italia, poi, la celebre cantante Mia Martini la incise nel 1972 nel suo album Nel mondo, una cosa, con il titolo di Io, straniera. Importante risulta anche la cover di Eric Clapton, inserita nell'album tributo Two Rooms: Celebrating the Songs of Elton John & Bernie Taupin.